# Katya Jones
Katya Jones (nacida como Ekaterina Andreevna Sokolova; en ruso: Екатерина Андреевна Соколова; San Petersburgo, Rusia Soviética, 12 de mayo de 1989) es una bailarina de salón y coreógrafa rusa más conocida por ser una de las bailarinas profesionales en el programa de baile Strictly Come Dancing de la BBC.

## Primeros años
Nació en Sestroretsk, cerca de Leningrado, Unión Soviética y empezó a bailar a los seis años, entrenándose en gimnasia y bailes de salón. Su padre es ruso y alto ejecutivo de una compañía petrolera, y su madre coreana es licenciada en ingeniería.

## Carrera

### Strictly Come Dancing
En 2016, Jones ingresó como bailarina profesional en Strictly Come Dancing desde la decimocuarta temporada, teniendo como primera pareja al político del Partido Laborista, Ed Balls, con quien, a pesar de obtener los más bajos puntajes durante gran parte de la competencia, logró llegar hasta la décima semana y ubicarse en el sexto puesto. Para la decimoquinta temporada fue pareja del actor de Holby City, Joe McFadden, consiguiendo llegar a la final y convirtiéndose en los ganadores de la competencia. Al siguiente año fue emparejada con el comediante Seann Walsh para la decimosexta temporada, siendo la quinta pareja en ser eliminada y quedando en el undécimo puesto. En la decimoséptima temporada tuvo como pareja al presentador Mike Bushell, siendo eliminados en la octava semana y finalizando en el octavo puesto. Para la decimoctava temporada en 2020, formó parte de la primera pareja del mismo sexo en la historia del programa, al formar pareja con la boxeadora olímpica Nicola Adams; ambas tuvieron que abandonar la competencia en la cuarta semana debido a que Jones dio positivo por COVID-19.
En la decimonovena temporada se le asignó como pareja al nadador olímpico Adam Peaty, terminado ambos en el noveno puesto al ser eliminados en la séptima temporada. Formó pareja con el futbolista y entrenador Tony Adams para la vigésima temporada, retirándose del concurso durante el programa de resultados de la octava semana debido a que Adams sufrió una lesión durante su presentación previa. A partir de septiembre de 2023, compitió en la vigesimoprimera temporada junto al actor Nigel Harman, pero en la undécima semana, apenas horas antes del espectáculo en vivo, Harman tuvo que retirarse de la competencia después de sufrir una lesión durante los ensayos. Para la vigesimosegunda temporada tuvo como pareja al cantante de ópera Wynne Evans, siendo la octava pareja en ser eliminada y posicionándose en el octavo puesto.
Jones también participó en uno de los especiales del programa, esto durante el especial de 2018 para Children in Need, en donde tuvo como pareja al cantante Mikey Graham de la banda Boyzone.
| Temporada | Pareja       | Puesto | Promedio |
| --------- | ------------ | ------ | -------- |
| 14        | Ed Balls     | 6.º    | 22.60    |
| 15        | Joe McFadden | 1.º    | 33.75    |
| 16        | Seann Walsh  | 11.º   | 22.50    |
| 17        | Mike Bushell | 8.º    | 23.50    |
| 18        | Nicola Adams | 10.º   | 28.44    |
| 19        | Adam Peaty   | 9.º    | 26.57    |
| 20        | Tony Adams   | 9.º    | 22.00    |
| 21        | Nigel Harman | 5.º    | 30.70    |
| 22        | Wynne Evans  | 8.º    | 30.78    |

- Temporada 14 con Ed Balls

| Semana | Baile / Canción                                 | Puntajes de los jueces | Puntajes de los jueces | Puntajes de los jueces | Puntajes de los jueces | Resultado       |
| Semana | Baile / Canción                                 | C. R.                  | D. B.                  | L. G.                  | B. T.                  | Resultado       |
| ------ | ----------------------------------------------- | ---------------------- | ---------------------- | ---------------------- | ---------------------- | --------------- |
| 1      | Vals / «Are You Lonesome Tonight»               | 5                      | 5                      | 6                      | 5                      | Sin eliminación |
| 2      | Charlestón / «The Banjo's Back in Town»         | 3                      | 7                      | 6                      | 7                      | Salvados        |
| 3      | Samba / «Cuban Pete»                            | 4                      | 6                      | 7                      | 7                      | Salvados        |
| 4      | Pasodoble / «Holding Out for a Hero»            | 2                      | 5                      | 5                      | 4                      | Salvados        |
| 5      | American smooth / «Is This the Way to Amarillo» | 2                      | 6                      | 6                      | 4                      | Salvados        |
| 6      | Chachachá / «Love Potion No. 9»                 | 4                      | 7                      | 7                      | 8                      | Salvados        |
| 7      | Quickstep / «Help!»                             | 6                      | 7                      | 7                      | 7                      | Salvados        |
| 8      | Salsa / «Gangnam Style»                         | 4                      | 7                      | 8                      | 6                      | Salvados        |
| 9      | Jive / «Great Balls of Fire»                    | 4                      | 6                      | 7                      | 6                      | Salvados        |
| 10     | Tango / «(I Can't Get No) Satisfaction»         | 4                      | 6                      | 7                      | 6                      | Eliminados      |
| 10     | Maratón de Chachachá / «I Like It Like That»    | 1 punto extra          | 1 punto extra          | 1 punto extra          | 1 punto extra          | Eliminados      |

- Temporada 15 con Joe McFadden

| Semana         | Baile / Canción                              | Puntajes de los jueces | Puntajes de los jueces | Puntajes de los jueces | Puntajes de los jueces | Resultado       |
| Semana         | Baile / Canción                              | C. R.                  | D. B.                  | S. B.                  | B. T.                  | Resultado       |
| -------------- | -------------------------------------------- | ---------------------- | ---------------------- | ---------------------- | ---------------------- | --------------- |
| 1              | Jive / «Rockin' Robin»                       | 7                      | 7                      | 8                      | 7                      | Sin eliminación |
| 2              | Tango / «Castle on the Hill»                 | 5                      | 6                      | 5                      | 6                      | Salvados        |
| 3              | Vals vienés / «Somewhere My Love»            | 8                      | 8                      | 8                      | 8                      | Salvados        |
| 4              | Chachachá / «You Keep Me Hangin' On»         | 5                      | 7                      | 6                      | 6                      | Salvados        |
| 5              | Pasodoble / «Diablo Rojo»                    | 7                      | 9                      | 10                     | —                      | Salvados        |
| 6              | Foxtrot / «Trouble»                          | 8                      | 8                      | 8                      | 8                      | Salvados        |
| 7              | Charlestón / «Alexander's Ragtime Band»      | 9                      | 9                      | 9                      | 9                      | Salvados        |
| 8              | Rumba / «One»                                | 7                      | 8                      | 9                      | 9                      | Salvados        |
| 9              | Salsa / «Ride on Time»                       | 8                      | 8                      | 9                      | 9                      | Salvados        |
| 10             | Quickstep / «Jumpin' Jack»                   | 9                      | 9                      | 10                     | 10                     | Salvados        |
| 10             | Maratón de Pasodoble / «España cañí»         | 6 puntos extra         | 6 puntos extra         | 6 puntos extra         | 6 puntos extra         | Salvados        |
| 11             | Samba / «Money, Money»                       | 9                      | 9                      | 9                      | 10                     | Salvados        |
| 12 (Semifinal) | American smooth / «Have You Met Miss Jones?» | 8                      | 9                      | 9                      | 9                      | Salvados        |
| 12 (Semifinal) | Tango argentino / «Human»                    | 8                      | 9                      | 9                      | 9                      | Salvados        |
| 13 (Final)     | Vals vienés / «Somewhere My Love»            | 9                      | 10                     | 10                     | 10                     | Ganadores       |
| 13 (Final)     | Showdance / «You Make My Dreams»             | 9                      | 10                     | 10                     | 10                     | Ganadores       |
| 13 (Final)     | Charlestón / «Alexander's Ragtime Band»      | 10                     | 10                     | 10                     | 10                     | Ganadores       |

- Temporada 16 con Seann Walsh

| Semana                                                                  | Baile / Canción                      | Puntajes de los jueces | Puntajes de los jueces | Puntajes de los jueces | Puntajes de los jueces | Resultado       |
| Semana                                                                  | Baile / Canción                      | C. R.                  | D. B.                  | S. B.                  | B. T.                  | Resultado       |
| ----------------------------------------------------------------------- | ------------------------------------ | ---------------------- | ---------------------- | ---------------------- | ---------------------- | --------------- |
| 1                                                                       | Tango / «SexyBack»                   | 3                      | 5                      | 4                      | 6                      | Sin eliminación |
| 2                                                                       | Jive / «I'm Still Standing»          | 2                      | 4                      | 4                      | 5                      | Salvados        |
| 3                                                                       | Pasodoble / «Clubbed to Death»       | 7                      | 7                      | 8                      | 8                      | Salvados        |
| 4                                                                       | Charlestón / «Bills»                 | 6                      | 7                      | 8                      | 7                      | Salvados        |
| 5                                                                       | Quickstep / «Lightning Bolt»         | 5                      | 6                      | 6                      | 71                     | Dos últimos     |
| 6                                                                       | Vals vienés / «I Put a Spell on You» | 3                      | 5                      | 6                      | 6                      | Eliminados      |
| 1Puntaje dado por el juez invitado Alfonso Ribeiro en lugar de Tonioli. |                                      |                        |                        |                        |                        |                 |

- Temporada 17 con Mike Bushell

| Semana                                                                  | Baile / Canción                                               | Puntajes de los jueces | Puntajes de los jueces | Puntajes de los jueces | Puntajes de los jueces | Resultado       |
| Semana                                                                  | Baile / Canción                                               | C. R.                  | M. M.                  | S. B.                  | B. T.                  | Resultado       |
| ----------------------------------------------------------------------- | ------------------------------------------------------------- | ---------------------- | ---------------------- | ---------------------- | ---------------------- | --------------- |
| 1                                                                       | Jive / «Do You Love Me»                                       | 4                      | 6                      | 6                      | 6                      | Sin eliminación |
| 2                                                                       | American smooth / «Rhinestone Cowboy»                         | 3                      | 4                      | 3                      | 4                      | Salvados        |
| 3                                                                       | Chachachá / «It's Raining Men»                                | 3                      | 5                      | 5                      | 5                      | Salvados        |
| 4                                                                       | Quickstep / «Come On Eileen»                                  | 7                      | 9                      | 8                      | 8                      | Salvados        |
| 5                                                                       | Samba / «Apache»                                              | 3                      | 6                      | 5                      | 71                     | Dos últimos     |
| 6                                                                       | Tango / «What You Waiting For?»                               | 6                      | 6                      | 7                      | 7                      | Dos últimos     |
| 7                                                                       | Charlestón / «Those Magnificent Men in their Flying Machines» | 7                      | 7                      | 8                      | 8                      | Dos últimos     |
| 8                                                                       | Pasodoble / «Tamacun»                                         | 5                      | 7                      | 7                      | 6                      | Eliminados      |
| 1Puntaje dado por el juez invitado Alfonso Ribeiro en lugar de Tonioli. |                                                               |                        |                        |                        |                        |                 |

- Temporada 18 con Nicola Adams

| Semana | Baile / Canción                 | Puntajes de los jueces | Puntajes de los jueces | Puntajes de los jueces | Resultado       |
| Semana | Baile / Canción                 | C. R.                  | S. B.                  | M. M.                  | Resultado       |
| ------ | ------------------------------- | ---------------------- | ---------------------- | ---------------------- | --------------- |
| 1      | Quickstep / «Get Happy»         | 7                      | 7                      | 7                      | Sin eliminación |
| 2      | Urbano / «Shine»                | 8                      | 8                      | 8                      | Salvadas        |
| 3      | Jive / «Greased Lightnin'»      | 6                      | 7                      | 6                      | Dos últimas     |
| 4      | American smooth / «Stand by Me» | —                      | —                      | —                      | Retiradas       |

- Temporada 19 con Adam Peaty

| Semana | Baile / Canción                        | Puntajes de los jueces | Puntajes de los jueces | Puntajes de los jueces | Puntajes de los jueces | Resultado       |
| Semana | Baile / Canción                        | C. R.                  | M. M.                  | S. B.                  | A. D.                  | Resultado       |
| ------ | -------------------------------------- | ---------------------- | ---------------------- | ---------------------- | ---------------------- | --------------- |
| 1      | Chachachá / «Beggin'»                  | 7                      | 7                      | 8                      | 8                      | Sin eliminación |
| 2      | Quickstep / «Are You Gonna Be My Girl» | 4                      | 5                      | 5                      | 5                      | Salvados        |
| 3      | Rumba / «I See You»                    | 4                      | 5                      | 5                      | 6                      | Salvados        |
| 4      | Tango argentino / «Tango in the Night» | 8                      | 8                      | 8                      | 8                      | Salvados        |
| 5      | Samba / «Faith»                        | 7                      | 7                      | 8                      | 7                      | Salvados        |
| 6      | Vals vienés / «Moonlight Sonata»       | 6                      | 8                      | 8                      | 7                      | Dos últimos     |
| 7      | Jive / «Little Bitty Pretty One»       | 6                      | 7                      | 7                      | 7                      | Eliminados      |

- Temporada 20 con Tony Adams

| Semana | Baile / Canción                                        | Puntajes de los jueces | Puntajes de los jueces | Puntajes de los jueces | Puntajes de los jueces | Resultado       |
| Semana | Baile / Canción                                        | C. R.                  | M. M.                  | S. B.                  | A. D.                  | Resultado       |
| ------ | ------------------------------------------------------ | ---------------------- | ---------------------- | ---------------------- | ---------------------- | --------------- |
| 1      | Tango / «Go West»                                      | 3                      | 4                      | 4                      | 4                      | Sin eliminación |
| 2      | Charlestón / «My Old Man's a Dustman»                  | 4                      | 6                      | 6                      | 6                      | Salvados        |
| 3      | Samba / «You Sexy Thing»                               | 2                      | 6                      | 4                      | 6                      | Salvados        |
| 4      | American smooth / «With a Little Help from My Friends» | 5                      | 7                      | 7                      | 7                      | Salvados        |
| 5      | Chachachá / «Grandstand Theme»                         | 3                      | 6                      | 4                      | 6                      | Salvados        |
| 6      | Quickstep / «The Devil Went Down to Georgia»           | 7                      | 8                      | 8                      | 8                      | Salvados        |
| 7      | Salsa / «I Know You Want Me (Calle Ocho)»              | 4                      | 6                      | 5                      | 6                      | Salvados        |
| 8      | Jive / «Land of 1000 Dances»                           | 4                      | 6                      | 7                      | 7                      | Retirados       |

- Temporada 21 con Nigel Harman

| Semana | Baile / Canción                                                  | Puntajes de los jueces | Puntajes de los jueces | Puntajes de los jueces | Puntajes de los jueces | Resultado       |
| Semana | Baile / Canción                                                  | C. R.                  | M. M.                  | S. B.                  | A. D.                  | Resultado       |
| ------ | ---------------------------------------------------------------- | ---------------------- | ---------------------- | ---------------------- | ---------------------- | --------------- |
| 1      | Pasodoble / «Smells Like Teen Spirit»                            | 8                      | 8                      | 8                      | 8                      | Sin eliminación |
| 2      | Vals vienés / «Until I Found You»                                | 7                      | 7                      | 6                      | 7                      | Salvados        |
| 3      | Jive / «Batman Theme»                                            | 6                      | 6                      | 6                      | 7                      | Salvados        |
| 4      | Salsa / «Suavemente»                                             | 8                      | 9                      | 8                      | 8                      | Salvados        |
| 5      | Foxtrot / «I Just Want to Make Love to You»                      | 7                      | 7                      | 7                      | 8                      | Salvados        |
| 6      | Chachachá / «I Was Made for Lovin' You»                          | 8                      | 7                      | 7                      | 8                      | Salvados        |
| 7      | Tango / «Nothing Breaks Like a Heart»                            | 7                      | 9                      | 9                      | 8                      | Salvados        |
| 8      | Jazz / «Just the Way You Are»                                    | 8                      | 8                      | 9                      | 9                      | Salvados        |
| 9      | Quickstep / «It Don't Mean a Thing (If It Ain't Got That Swing)» | 7                      | 8                      | 8                      | 8                      | Salvados        |
| 10     | Rumba / «It's All Coming Back to Me Now»                         | 8                      | 8                      | 8                      | 9                      | Salvados        |
| 11     | Charlestón / «Step in Time»                                      | —                      | —                      | —                      | —                      | Retirados       |

- Temporada 22 con Wynne Evans

| Semana | Baile / Canción                          | Puntajes de los jueces | Puntajes de los jueces | Puntajes de los jueces | Puntajes de los jueces | Resultado       |
| Semana | Baile / Canción                          | C. R.                  | M. M.                  | S. B.                  | A. D.                  | Resultado       |
| ------ | ---------------------------------------- | ---------------------- | ---------------------- | ---------------------- | ---------------------- | --------------- |
| 1      | Samba / «Help Yourself»                  | 6                      | 6                      | 7                      | 7                      | Sin eliminación |
| 2      | Vals vienés / «The Blue Danube»          | 7                      | 7                      | 8                      | 8                      | Salvados        |
| 3      | Chachachá / «Papa's Got a Brand New Bag» | 7                      | 7                      | 8                      | 8                      | Salvados        |
| 4      | Tango / «Money, Money, Money»            | 8                      | 9                      | 9                      | 8                      | Salvados        |
| 5      | Quickstep / «Mr. Blue Sky»               | 7                      | 9                      | 9                      | 8                      | Salvados        |
| 6      | Salsa / «Canned Heat»                    | 7                      | 8                      | 8                      | 8                      | Salvados        |
| 7      | Rumba / «This Is My Life»                | 7                      | 7                      | 8                      | 8                      | Salvados        |
| 8      | American smooth / «Grace Kelly»          | 7                      | 8                      | 8                      | 9                      | Dos últimos     |
| 9      | Charlestón / «Les toréadors»             | 7                      | 8                      | 8                      | 8                      | Eliminados      |

### Otros proyectos
Jones participó en la gira nacional Strictly Come Dancing Live! desde 2017. Protagonizó el espectáculo de danza Somnium: A Dancer's Dream, dirigido y coreografiado por Neil Jones. El espectáculo se representó del 20 al 22 de junio de 2019 en el Teatro de Sadler's Wells. También ha actuado en varias pantomimas.
Apareció como concursante en Celebrity Masterchef en 2022. En abril de 2023, apareció en la quinta temporada de Celebrity Hunted, en pareja con la snowboarder olímpica Aimee Fuller, siendo eliminadas en el quinto episodio..
En 2024, se anunció que aparecería en la gira de baile Dancing with The Stars Weekends en 2025.

## Vida personal
Jones se casó con quien fue su novio por cinco años, Neil Jones, bailarín y compañero de reparto de Strictly Come Dancing, el 3 de agosto de 2013. En octubre de 2018, se publicaron un vídeo y fotografías de Jones besando a su pareja de baile de Strictly, Seann Walsh. El 18 de agosto de 2019, Jones y su marido anunciaron que se habían separado.